# Amanita altipes
Amanita altipes はテングタケ科テングタケ属のキノコ。中国南西部標高4000mまでの針葉樹林（モミ、トウヒ類）や広葉樹林（カバノキ、コナラ、ヤナギ類）の地上に発生する。

## 特徴
小型から中型で黄色い。
- 傘：直径は最大9cmで黄色。しばしば中心に向かって茶色がかる。饅頭型から中高扁平。長さ2mmから5mm、厚さ1mm程度のフェルト状のつぼの破片が残る。ただし、多くの近縁種と異なり、雨で容易に洗い流されてしまうため通常破片がすべて傘に残っていることはない。
- 柄：長く（最大16cm）、黄色がかり、通常上に行くほど細くなる。大きなつばを有する。
- ひだ：離生で密。白色、クリーム色から黄色。
- 顕微鏡的特徴：胞子は8.0 - 10.0 x 7.5 - 9.5 µm、球形から亜球形で非アミロイド。担子器の基部にクランプはない。
- 肉：白色。不食。